# Legat (kapital)
 For alternative betydninger, se Legat. (Se også artikler, som begynder med Legat)
Et legat er penge som er hensat til et bestemt formål. Legat uddeles som en gave i henhold legatets fundats. Uddelingen styres almindeligvis af en fond, der sikrer at modtageren opfylder fundatsens betingelser. I Danmark findes i omegnen af 14.000-15.000 forskellige fonde.
Ikke alle hædersgaver og -legater er skattefri.
"Legattøj" er beskeden påklædning, der viser legatuddeleren, at ansøgeren mangler midler. 

## Ekstern henvisning
1. ↑  Kristensen, Kim (2012), "Ingen aner, hvor mange milliarder landets fonde ligger inde med" (No one knows how many billions the nations funds hold), Information. Online version accessed September 30, 2016. https://www.information.dk/indland/2012/07/ingen-aner-milliarder-landets-fonde-ligger-inde
2. ↑  Danish Broadcasting Corporation (2016): Penge: Søg en fond. Danish Broadcasting Corporation, May 11, 2016 Copenhagen. Online accessed May 12, 2016. https://www.dr.dk/tv/se/penge/penge-2016-04-07-2
3. ↑  Madsen, S. (2017):Sådan søger du legater til studier i udlandet (How to apply for scholarships to study abroad). Fundraising.how Aps 3th November 2017 Denmark.

Online version accessed November 23, 2017. https://www.fundraising.how/legater-studier-udlandet/

 Der er for få eller ingen kildehenvisninger i denne artikel, hvilket er et problem. Du kan hjælpe ved at angive troværdige kilder til de påstande, som fremføres i artiklen.

| Artikelstump | Spire Denne artikel om penge eller valuta er en spire som bør udbygges. Du er velkommen til at hjælpe Wikipedia ved at udvide den. |